# El profesor Unrat
El profesor Unrat es una novela del escritor alemán Heinrich Mann, editada en 1905. En 1930, se filmó la película El ángel azul, basada en dicha obra. A partir de ese momento, la novela fue reeditada en numerosas ocasiones, aunque por razones editoriales se le cambió el título original por el de la película.

## Reseña
La obra narra las peripecias de un profesor de instituto en una ciudad del norte de Alemania, a principios del siglo XX, obsesionado con el orden moral y la disciplina. Sin embargo, cometerá un error que cambiará para siempre su vida y la de toda la ciudad.
La intención del autor es mostrar a una sociedad hipócrita, que esconde sus deseos detrás de una fachada de corrección y buenos modales. De esta forma prefigurará lo que Alemania viviría apenas treinta años más tarde con el ascenso del nazismo al poder. Esta novela nos devuelve el gusto por la razón narrativa.

## Contexto
La obra es una crítica a la sociedad de la época y lo hace señalando pequeños detalles: 
- Un protagonista que odia a todos sus convecinos al igual que ellos lo odian a él.
- Unrat solo quiere arruinar la vida de los alumnos que se ríen de él.
- Cómo Unrat enloquece al conocer a la cabaretera, lo que le lleva a apartarse de sus principios morales.

El propósito del autor es sacar a la luz los trapos sucios de una sociedad pacata e hipócrita.

## Adaptación cinematográfica
En 1930 Josef von Sternberg realizó una adaptación del libro con el título El ángel azul que tuvo gran éxito. Fue el segundo intento de rodar una producción sonora por parte de este autor y tuvo que realizarlo en Europa porque el cine alemán estaba renaciendo en aquel momento y en Estados Unidos le ponían muchas trabas.
Hay cuatro puntos por los que la película superó al libro y se convirtió en una obra maestra del cine:
- Es una etapa importante de la historia del cine ya que durante la década del 30 se consolida el sonido
- Fue la primera película importante del cine sonoro alemán.
- Constituyó un éxito de taquilla
- Una obra maestra del realismo fantástico de Josef von Sternberg.
- Lanzó al estrellato a Marlene Dietrich

## Significado
A pesar de parecer una obra menor y de haber vivido siempre a la sombra de su hermano Thomas Mann, El Profesor Unrat es una obra que ha sabido envejecer. Además, anunció el desastre que se cernía sobre Alemania y Europa: El ascenso del nazismo. Según Luis Fernando Moreno Claros: “los nazis (...) fueron herederos directos de aquella sociedad guillermina cuya hipocresía desenmascaró Heinrich Mann", y que "aquel reino de cinismo y anarquía que instruyeron los nazis, mofándose del humanismo con pomposos rituales vacíos y criminales, parecía ya establecido de manera profética" en obras como Unrat.”